# Erromango
Erromango es la isla más grande de Tafea, la provincia más meridional de Vanuatu. Posee un área de 888 km². El monte Santop, con 886 m s. n. m., es el punto más alto de la isla. Su población es de 1.500 habitantes aunque llegó a superar los 10 000. Las principales poblaciones son Narvin Porto (Potnarvin) y Dillons Bay (Upongkor). Así mismo Ipota, fue una antiguamente una importante población.
La península de Traitor’s Head, al norte de la bahía de Cook, está formada por tres estratovolcanes. En 1881 tuvo lugar la erupción de un volcán submarino situado entre esta península y la isla Goat.
Durante el siglo XIX la isla era conocida por su producción de sándalo, que en gran parte se ha agotado. También es el hábitat de los árboles kauri y tamanu. Estas especies también sufrieron la fuerte deforestación, no obstante, con el apoyo de la Unión Europea se está haciendo un esfuerzo para la recuperación y el desarrollo sostenible de la producción.
Erromagno fue una de las principales fuentes de trabajadores que engañados o secuestrados trabajaron en plantaciones. 
Históricamente en la isla se hablaron cuatro lenguas, el Sie, el Sorung, el Ura y el Utaha. El Sorung y el Utaha se extinguieron, mientras que el Ura posee un reducido número de hablantes. Todas ellas pertenecen al grupo de lenguas Eurromanga, que a su vez se engloba en las lenguas del sur de Vanuatu.